# Dag Erik Kokkin
Dag Erik Kokkin (4 de junio de 1987) es un deportista noruego que compitió en biatlón. Ganó tres medallas en el Campeonato Europeo de Biatlón, en los años 2009 y 2012.

## Palmarés internacional
| Campeonato Europeo | Campeonato Europeo   | Campeonato Europeo | Campeonato Europeo |
| Año                | Lugar                | Medalla            | Prueba             |
| ------------------ | -------------------- | ------------------ | ------------------ |
| 2009               | Ufa (Rusia)          | Medalla de oro     | Relevos            |
| 2009               | Ufa (Rusia)          | Medalla de plata   | Individual         |
| 2012               | Osrblie (Eslovaquia) | Medalla de plata   | Relevos            |